# Salvator Issaurel

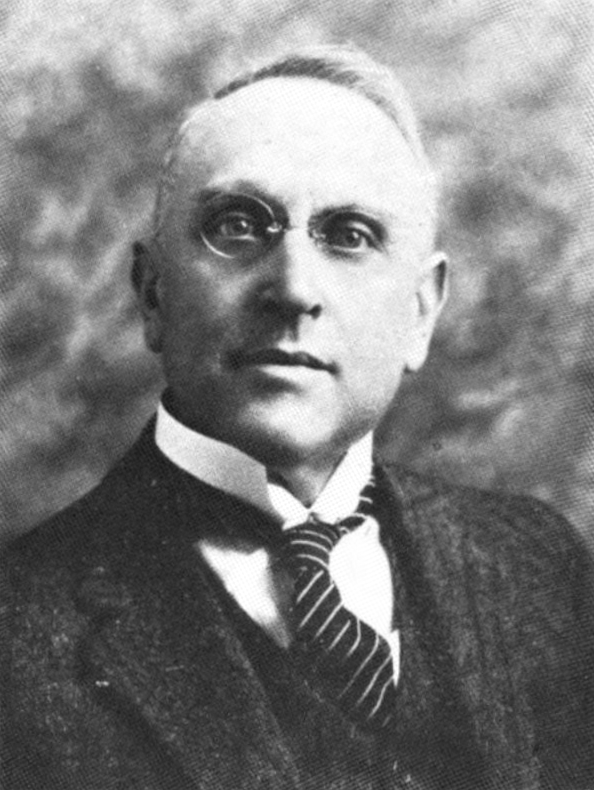

Salvator Issaurel, geboren Guillaume Issaurel, auch als Mr. Salvator bekannt (* 23. Januar 1871 in Marseille; † 4. Dezember 1944 in Montreal, Kanada) war ein französischer Opernsänger (Tenor) und Musikpädagoge.

## Leben und Wirken
Issaurel studierte Gesang in seiner Heimatstadt und später am Pariser Konservatorium. Er debütierte 1898 an der Opéra-Comique in Paul Lacômes La Nuit de St-Jean und wirkte im gleichen Jahr an der Uraufführung von Vincent d’Indys lyrischem Drame Fervaal unter Leitung des Komponisten mit. Mit der Opernkompanie Durieu-Nicosias kam er 1899 nach Kanada und trat am Monument national in Montreal und der Academy of Music in Quebec unter dem Namen Salvator Issaurel auf.
Er reiste mit der Truppe weiter in die USA und nach Kuba und sang nach deren Auflösung aus finanziellen Gründen 1900 den Faust an der Französischen Oper in New Orleans. Über Belgien und Holland kehrte er 1903 nach Frankreich zurück. Dort unterbrach er seine sängerische Laufbahn und nahm Unterricht bei Jean-Baptiste Faure und Jean de Reszke.
1907 kehrte er am Théâtre de la Gaité auf die Bühne zurück und trat dort in Benjamin Godards La Vivandière auf. 1908 heiratete er die Sopranistin Béatrice La Palme, mit der er bereits 1903 in Marseille zusammengearbeitet hatte. Ständiges Lampenfieber bewog ihn, seine aktive Sängerlaufbahn zu beenden, und er eröffnete 1909 mit seiner Frau ein Gesangsstudio in London.
1911 gingen beide nach Montreal, wo Issaurel am Columbian Conservatory und kurze Zeit an der Canadian Academy of Music unterrichtete. 1914 beendete auch La Palme ihre aktive Laufbahn, und Issaurel und sie eröffneten ein Gesangsstudio, das bis zu seinem Tod 1944 bestand. Hier hatte er zahlreiche Schüler, darunter Pierrette Alarie, Camille Bernard, Germaine Bruyère, Louis Chartier, Paul-Émile Corbeil, Albert Cornellier, Jeanne Desjardins, Graziella Dumaine, Roger Filiatrault, Marie-José Forgues, Jacques Gérard, Blanche Gonthier, Charles Goulet, Émile und Romain Gour, Jules Jacob, Jean-Paul Jeannotte, Joseph-Victor Ladéroute, Marthe Létourneau, Anna Malenfant, Ulysse Paquin, Gérard Paradis, Jacqueline Plouffe, Léopold Simoneau, Honoré Vaillancourt und Édouard Woolley.